# فهرست محققان زبان‌های برنامه‌نویسی
فهرست زیر شامل محققان نظریه زبان‌های برنامه‌نویسی، طراحی، پیاده‌سازی و زمینه‌های مرتبط است.
- دکتر پل آبراهامز، رئیس سابق ACM، توسعه سیستم‌های SPLASH زبان‌های برنامه‌نویسی.
- جان باکوس، مدیر تیم توسعه فورترن، توسعه دهنده فرم باکوس نائور.
- فردریش ال بائر، مشارکت در طراحی زبان الگول.
- والتر برایت، طراح زبان برنامه‌نویسی دی.
- اوله-یوهان دال، مشارکت در اختراع سیمولا.
- برندان آیک، طراح جاوااسکریپت.
- جیمز گاسلینگ، پدر زبان برنامه‌نویسی جاوا.
- گریس هاپر، مشارکت در طراحی کوبول.
- الن کی و دان اینگالس، مخترعان اسمال‌تاک.
- آندرس هایلسبرگ، نویسنده اصلی توربو پاسکال.
- روبرتو یروسالیمچی، طراح لوآ
- یوکیهیرو ماتسوموتو، طراح روبی.
- جان مک‌کارتی، طراح لیسپ.
- کریستین نیگارد، مشارکت در اختراع سیمولا.
- جان اوسترهوت، طراح تی‌سی‌ال.
- دنیس ریچی، طراح زبان برنامه‌نویسی سی.
- خودو فان روسوم، طراح پایتون
- بی‌یارنه استراس‌تروپ، طراح زبان برنامه‌نویسی سی++
- کنت تامسون، طراح زبان برنامه‌نویسی بی
- نیکلاوس ویرت، طراح پاسکال، مدولا-۲
- لری وال، طراح پرل
- فیلیپ وادلر، طراح زبان برنامه‌نویسی هسکل
- مارتین ادرسکی، طراح اسکالا
- روبرتو یروزالیمسچی، طراح زبان برنامه‌نویسی لوا
- گای ال استیل جونیور، مشارکت در طراحی اسکیم و طراح فورترس
- جرالد جی ساسمن، مشارکت در طراحی اسکیم
- آلن کولمرور، خالق پرولوگ
- ریچ هیکی، طراح کلوژر
- استیون ولفرم، سازنده متمتیکا